# Stefaniola inobservabilis
Stefaniola inobservabilis är en tvåvingeart som först beskrevs av Marikovskij 1953.  Stefaniola inobservabilis ingår i släktet Stefaniola och familjen gallmyggor. Inga underarter finns listade i Catalogue of Life.